# Ossetien

Völker des Kaukasus: Osseten in Hellgrün

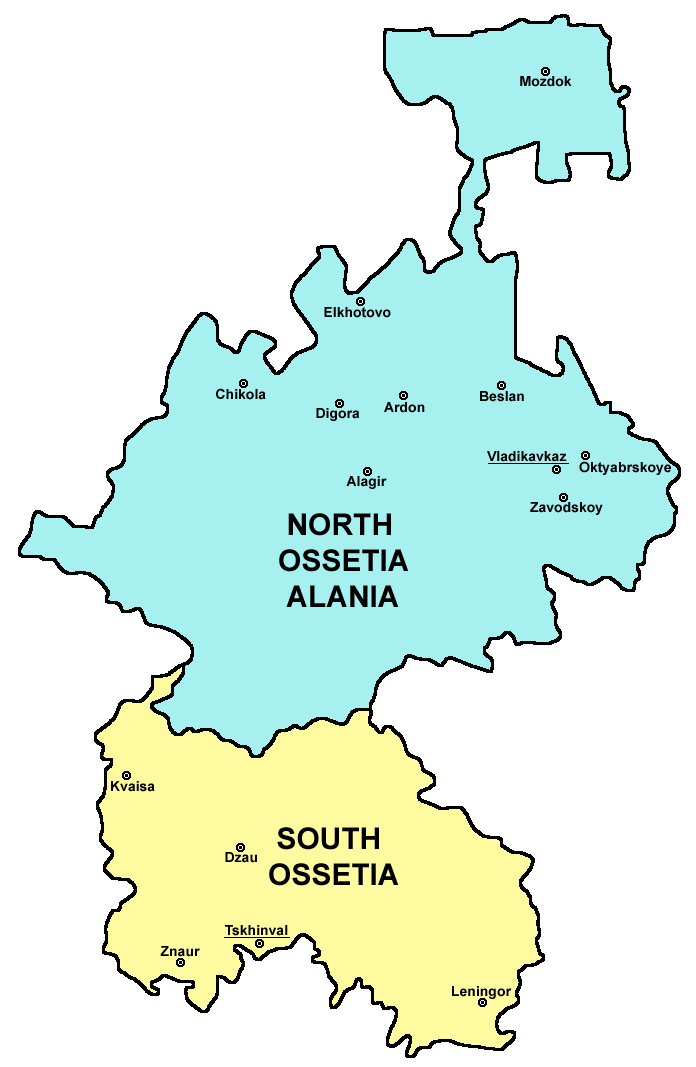
Nord- und Südossetien

Als Ossetien kann man die Gebiete bezeichnen, in denen die Osseten neben anderen Bewohnern die Mehrheit der Bevölkerung stellen. Diese Gebiete gehören heute politisch nahezu ausschließlich zu zwei Territorien: die Republik Nordossetien-Alanien innerhalb Russlands und das völkerrechtlich zu Georgien gehörende Südossetien, das aber de facto unabhängig agiert und von der russischen Armee militärisch unterstützt wird.

## Geographie
Ossetien ist ein gebirgiges Gebiet im zentralen Kaukasus. Es grenzt im Nordwesten an Kabardino-Balkarien, im Norden an die russische Region Stawropol, im Nordosten an Inguschetien und Tschetschenien (siehe auch Nordossetien-Alanien), sowie im Süden, Südosten und Südwesten an Georgien (siehe auch Südossetien).

## Sprache und Religion
Das Ossetische ist eine iranische Sprache. Im Nordwesten wird der digorische Dialekt gesprochen, im Osten und Zentrum Ossetiens ist der ironische Dialekt verbreitet. Der ironische Dialekt wird aufgrund seiner größeren Verbreitung auch vornehmlich für Publikationen genutzt.
Die Osseten sind zumeist Christen der russisch-orthodoxen Kirche. Etwa ein Fünftel – vorwiegend, aber nicht nur Digor-Osseten aus dem Westen Nordossetiens – sind sunnitische Muslime. Außerdem sind, wie bei vielen kaukasischen Ethnien, vorchristlich-vorislamische religiöse Praktiken erhalten und ein Teil der Bevölkerung ist nach der sowjetischen Zeit nicht oder kaum religiös.

## Siedlungsgeschichte und politische Geschichte

### Frühe Alanen und Etablierung im Kaukasus

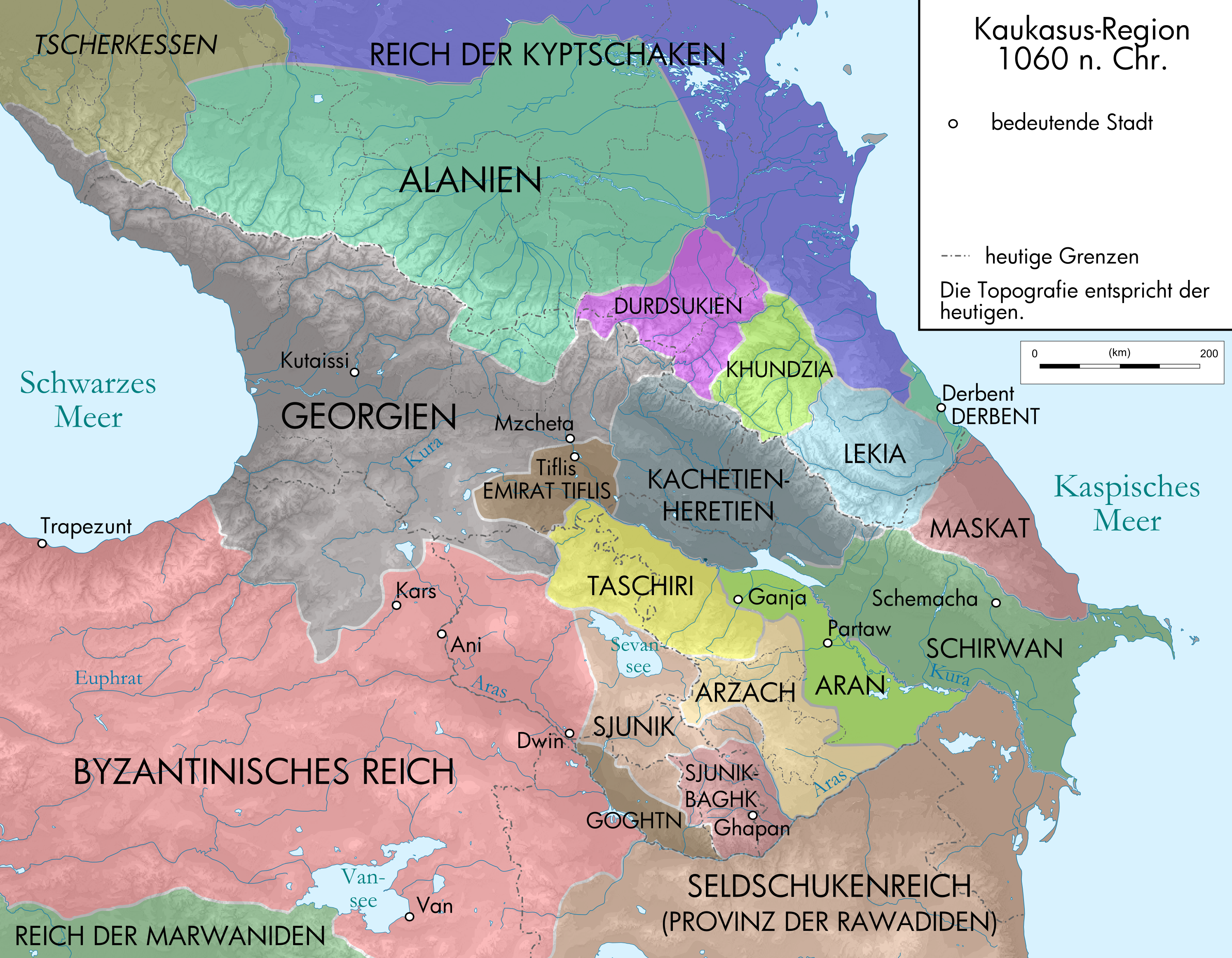
Ungefähre Ausbreitung des Königreichs Alanien um 1060 n. Chr.

Die Osseten sind eine der wenigen iranischen Ethnien, die im Kaukasus leben. Umgeben sind sie von Ethnien (Inguschen, Kabardiner, Georgier) die Sprachen der drei kaukasischen Sprachfamilien verwenden. Im 1. Jahrtausend v. Chr. wanderten iranische reiternomadische Stämme der Skythen, später Sarmaten in das Steppenvorland des Nordkaukasus ein. Die Osseten gehen auf den sarmatischen Stamm der Alanen zurück, die in schriftlichen Quellen zum ersten Mal im 1. Jahrhundert v. Chr. auftauchen. Seit dem 1. Jahrhundert n. Chr. lebten sie an den Nordhängen des Kaukasus, überwiegend im zentralen Teil, wo sie allmählich vom nomadischen zum halbnomadischen und sesshaften Lebensstil übergingen und Burgen und städtische Zentren bildeten. Im 9. Jahrhundert n. Chr. entstand der Staat Alanien. Einige Bauwerke aus dieser Zeit sind heute noch vorhanden. In georgischen Quellen bezeichnet man diesen Staat mit dem Namen Owseti/Osseti (die russische Bezeichnung für die Osseten kommt aus dem Georgischen). Die Verbindungswege von Georgien nach Ossetien liefen durch das Tal des Flusses Terek (georgisch Tergi), am Oberlauf die Darialschlucht. Die Bezeichnung Dariali ist persischen Ursprungs: Dar-i alan heißt übersetzt Tor der Alanen. Auch wenn durch erhaltene Sprachdenkmäler bewiesen ist, dass die Sprache der (meisten) Alanen eine frühe Variante des Ossetischen war, halten es Fachleute aufgrund von Stammesnamen und erhaltenen Orts- und Flurnamen für Berge und Flüsse und zahlreichen Lehnwörtern im Ossetischen für möglich, dass einige assoziierte Stammesverbände auch andere Idiome verwendeten, wie die in den höchsten Lagen des Kaukasus von georgisch-mittelalterlichen Quellen erwähnten Dwali und westlich davon die Malchi, die vielleicht nachische Dialekte der nordostkaukasischen Sprachen sprachen, wie auch sich seit dem 12. oder seit dem 6. Jahrhundert im Westen Alaniens Turkdialekte als Vorläufer des heutigen Karatschai-Balkarischen ausgebreitet haben könnten. Ein großer Teil des heutigen Südossetiens gehörte damals zum Königreich Georgien, und die nördlichen Teile um die Kaukasuspässe und ihre Umgebung im Hochgebirge wurden von Alanien kontrolliert, fielen aber zur Zeit von Dawit IV. dem Erbauer um 1120 unter georgische Kontrolle.

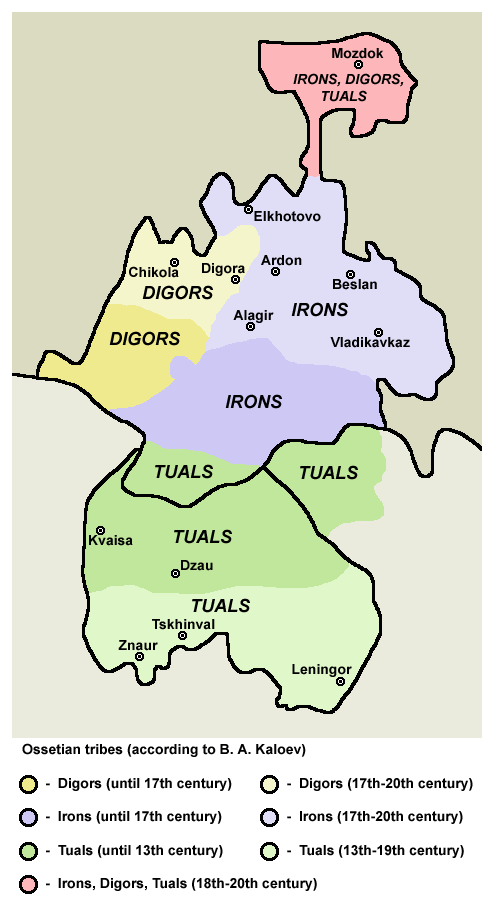
Die ossetischen Stammesverbände der Iron, Digoren und Tual bis zum 13./17. Jahrhundert und ihre Ausbreitung danach. Das Gebiet östlich von Ossetien am oberen Terek ist seit dem 18. Jahrhundert georgisch besiedelt. Die Tual sprechen Unterdialekte des Iron-Ossetischen.

Im 13. Jahrhundert wurde Alanien von den Mongolen verwüstet und das Königreich als Staat zerstört. Die meisten Alanen/Osseten flüchteten entweder höher ins Kaukasusgebirge, als Jász nach Ungarn oder stellten sich in mongolische Dienste, wo die Reisenden Wilhelm von Rubruk und Giovanni de Marignolli einige tausend Alanen innerhalb des mongolischen Heeres beschreiben. Es gilt einigen Historikern als wahrscheinlich, dass der Name des südlichen Stammesverbandes der Tual auf den Namen der hochmittelalterlichen Dwal(i) zurückgeht, der vielleicht erst in dieser Zeit durch den Zuzug iranisch sprechender Flüchtlinge sprachlich iranisiert. Während die Gebirgsregionen südlich des Hauptkammes des Kaukasus unter der Oberhoheit der Nachfolgestaaten Georgiens, der Königreiche Kartlien und Kachetien verblieben, die ihrerseits Vasallen des persischen Safawidenreiches wurden, fielen die nördlichen Siedlungsgebiete unter den Einfluss der von Westen zugewanderten tscherkessischen Kabardiner. Zur Oberschicht des Fürstentums Kabarda gehörten auch ossetische und balkarische Fürsten- und Adelsfamilien und die Siedlungsgebiete gehörten neben dem der Inguschen zur Kabarda.

### Ossetische Migration und Angliederung an Russland
Mit den Krisen des Safawidenreiches, den folgenden Kriegszügen von Nader Schah, der Zand-Dynastie und schließlich des ersten Kadscharen-Schahs Aga Mohammed Khan im 17.–18. Jahrhundert wurden auch die Bergstämme des relativ dicht besiedelten Großen Kaukasus unruhig und gerieten in Bewegung. Die Oberhoheit der geschwächten georgischen Staaten ließ nach und viele ossetischen Dörfer, Clans und Stammesgruppen wurden faktisch selbstständig. Die Migrationsbewegungen der Osseten verstärkten sich, als der Eristawi (=Herzog) von Aragwi (Sitz in Ananuri) im 18. Jahrhundert die Umgebung der Darial-Schlucht am oberen Terek eroberte und mit georgischer Bevölkerung sicherte, die Tual-Osseten der Region größtenteils verdrängte. Gleichzeitig versuchten georgische Adelige die Bevölkerungsverluste des 18. Jahrhunderts auszugleichen, indem sie teilweise ossetische Bauern anwarben, wodurch auch im Süden Südossetiens und in Innerkartlien ossetische Dörfer entstanden (vgl. oberste Karte).
In der russischen offiziellen Geschichtsschreibung wird seit dem 19. Jahrhundert ein Treueeid einiger ossetischer Clans 1774 (unmittelbar nachdem das gesamte Fürstentum Kabarda im Friede von Küçük Kaynarca zum Klientelstaat Russlands wurde) als jährlich gefeierter freiwilliger Eintritt der Osseten ins Russische Reich zelebriert. Mangels gesamtstaatlicher Struktur war das ein Vasalleneid mehrerer großer Ossetenclans im Osten des heutigen Nordossetiens, nicht aller Osseten. Wurden solche Treueeide von Russland oft als „ewige Unterwerfung“ interpretiert, schlossen sie die Bergclans als Vasalleneide bei gegenseitigem, vorübergehenden Nutzen und vernachlässigten sie auch schnell, in diesem Fall begann durch den Ausbau russischer Festungen am Nordeingang der Darialschlucht eine dauerhafte russische Herrschaft, wobei auch der Einfluss der orthodoxen Kirche unter den Osseten zunahm. Nach der Niederschlagung eines großen Aufstandes kabardinischer Fürsten gegen Russland 1779–1785 gliederte Russland die nordossetischen Siedlungsgebiete größtenteils aus der Kabarda aus und erlaubte die bereits begonnene Ansiedlung der Osseten in nördliche Ebenen, die bis dahin vorwiegend von Kabardinern bewohnt waren. Damit war das Gebiet der Osseten unter den ersten in der Kaukasusregion, die unter russische Oberhoheit gerieten. Unter kaiserlich-russischer Herrschaft richteten sich die Grenzen der internen Verwaltungseinheiten nach den geographischen (Kaukasushauptkamm) und historischen Gegebenheiten: Nordossetien gehörte zur Oblast Terek des Russischen Reiches, Südossetien zum Gouvernement Tiflis, ein kleiner westlicher Teil auch zum Gouvernement Kutaissi.

### Entwicklung Nordossetiens
In der Zeit des sehr blutigen Russischen Bürgerkrieges nach den Revolutionen 1917 gehörte das nördliche Ossetien anfangs zur Bergrepublik, geriet aber ab März 1918 zunehmend unter den Einfluss der Bolschewiki. Schon damals bildete sich ein nationalistischer Konflikt im Osten rund um die Stadt Wladikawkas, wo seit dem 17. Jahrhundert Osseten und Inguschen gemischt lebten. Beide Ethnien hatten hier frühe Versammlungsorte und religiöse Zentren, frühe moderne Schulen unter russischer Herrschaft und frühe kulturell-historisch interessierte Kreise moderner Dichter und Vordenker der Nationalbewegungen, weshalb nationalistische Osseten und Inguschen diese Region als ihr Kerngebiet stilisierten. Schon im April 1918 kam es zu ersten gewaltsamen Zusammenstößen, die aber der regionale bolschewistische Kommissar Samuil Buatschidse, genannt Noj, beilegen konnte. Nachdem der selbst zu den gemäßigten Menschewiki gehörende, gebürtig ossetische Ataman der Terekkosaken Georgi Bitscherachow im Juli 1918 einen Aufstand gegen die Ansiedlungspolitik von Tschetschenen am mittleren Terek und die Umsiedlung der Terekkosaken nach Norden anführte, eroberte er mit Hilfe ossetischer Einheiten im August auch Wladikawkas und Umgebung von den Bolschewiki, die die Region kurz danach nur mit Hilfe inguschischer Milizen zurückerobern konnten. Dabei kam es zu gegenseitigen Pogromen an inguschischer und ossetischer Bevölkerung und Wladikawkas war nach Erinnerung des Kosakenoffiziers Baratow seit Spätsommer 1918 „eine tote Stadt, die zu einem Fünftel zerstört wurde.“

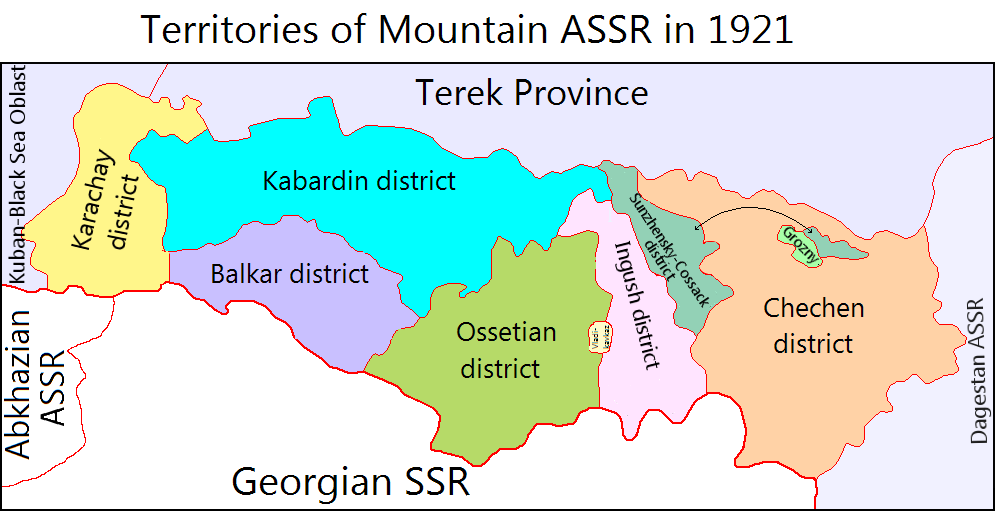
Die Berg-ASSR mit ihren Stadtkreisen und Nationalen Kreisen.

Nach dem Bürgerkrieg, zu Zeiten der Sowjetunion war Nordossetien anfangs Teil der sowjetischen Berg-ASSR, innerhalb derer Wladikawkas einen eigenen Stadtkreis bildete, unmittelbar westlich der Stadtgrenze schloss sich der Nordossetische Nationale Kreis (okrug), unmittelbar östlich der Inguschische Nationale Kreis an. Auf Initiative regionaler KP-Führungen wurden die Nationalkreise aber als Autonome Oblaste (AO) 1921–1924 schrittweise ausgegliedert, zuletzt 1924 die Nordossetische und Inguschische AO. Die Stadt Wladikawkas blieb anfangs außerhalb und beide AO erhoben vehement Anspruch auf sie. Schließlich wurde die Stadt im Oktober 1928 von der Verwaltung des Nordkaukasus unter Andrei Andrejewitsch Andrejew an Nordossetien gegeben, mit der Begründung, Nordossetien habe mehr Bewohner, die noch teilweise verlassene Stadt wieder zu bevölkern. Anhaltende inguschische Proteste führten schließlich 1934 zur Zusammenlegung mit der Tschetschenischen AO zur Tschetscheno-Inguschischen AO, seit 1936 Tschetscheno-Inguschische ASSR. Im selben Jahr wurde auch Nordossetien zur ASSR.

Karte Tschetscheniens und Inguschetiens. Die roten Gebiete gehörten bis 1944 zu Tschetscheno-Inguschetien, darunter im Südwesten der Ostteil des Prigorodnyj Rajons.

Mit der Stalinistischen Strafdeportation aller Tschetschenen und Inguschen nach Mittelasien im Februar 1944 fiel auch die Region unmittelbar östlich der Stadtgrenze von Wladikawkas an Nordossetien, gleichzeitig wurde eine von Osseten seit Längerem geforderte Region um Mosdok von Kabardino-Balkarien an Nordossetien gegeben mit einem Verbindungskorridor, die in der Folgezeit verstärkt ossetisch besiedelt wurden. Auch nach der Rückkehr und Rehabilitation der Tschetschenen und Inguschen und der Wiederbegründung Tschetscheno-Inguschetiens blieben diese Gebiete bei Nordossetien.
Besonders um die Zugehörigkeit dieses östlichen Teils des Prigorodnyj Rajon (russ. „Vorstädtischer Kreis“) lebte der nationalistische inguschisch-ossetische Konflikt in der Zerfallsphase der Sowjetunion wieder auf und vom 31. Oktober bis 5. November 1992 kam es zu einem offenen Krieg zwischen ossetischen und inguschischen Milizen in dessen Ergebnis fast die gesamte inguschische Zivilbevölkerung aus der umstrittenen Region vertrieben wurde. Zwar kehrte ein Teil der inguschischen Bevölkerung später zurück, aber die Region blieb bei Nordossetien, einige nationalistische inguschische Kreise fordern bis heute ihre Rückgabe.

### Entwicklung Südossetiens
Die südlichen Osseten fielen mit dem Vertrag von Georgijewsk 1783, der das ost- und zentralgeorgische Königreich Kartlien-Kachetien unter Erekle II. unter russischen Schutz stellte, unter die Vorherrschaft Russlands, im Januar 1801 folgte die Angliederung an Russland, einige Bergdörfer sprachen in der Zeit 1774–1801 eigene Treueeide aus. Unter russischer Herrschaft kam es, wie unter Georgiern, nur selten zu direkten Widerständen gegen die Herrschaft Russlands, aber zu Bauernaufständen gegen den juristisch gestärkten Adel (so 1802, 1804, 1809 und 1859).
Mit dem Zerfall Russlands ab 1917 fiel das Siedlungsgebiet unter den Einfluss der im Januar 1918 autonomen im April unabhängigen TKDFR und dessen georgischer Teilrepublik, die sich am 28. Mai 1918 als Demokratische Republik Georgien unabhängig erklärte. Weil die gemäßigten sozialdemokratischen Menschewiki unter Georgiern aufgrund ihrer Programmatik (Wiedergeburt der georgischen Staatlichkeit, Landreform zugunsten der Kleinbauern, Sozialgesetzgebung) eine politisch dominierende Position erlangten (70–80 % Zustimmung bei Wahlen), blieb den rivalisierenden, revolutionär orientierten Bolschewiki nur ein strategisches Bündnis mit den Nationalbewegungen der Minderheiten (Abchasen und Südosseten), deren separatistische Flügel zunehmend unter ihren Einfluss gerieten. Es kam zu drei ossetischen Aufständen gegen Georgien im März 1918, im Oktober/November 1919 und im Mai/Juni 1920, die alle von der georgischen Armee niedergeschlagen wurden (siehe Georgisch-Südossetischer Konflikt (1918–1920)). Besonders bei der Niederschlagung des dritten Aufstandes durch Waliko Dschugheli kam es zu Pogromen, dem einige tausend Osseten zum Opfer fielen. In den letzten zehn Jahren bezeichnen ossetische und zunehmend russische Medien diese Ereignisse als Genozid und geben deutlich höhere, als die bisher üblichen Schätzungen der Opferzahlen an, was wohl auch propagandistische Beweggründe hat.
Nachdem Georgien im Februar/März 1921 sowjetisch erobert wurde, wurde hier am 20. April 1922 die Südossetische AO innerhalb der Georgischen SSR in den bis heute bekannten Grenzen konstituiert.

### Pläne zur Vereinigung
Um die Konfliktbeilegung in Zchinwali voranzutreiben, trafen sich am 23. März 1991 der Vorsitzende des Obersten Rates der Russischen Föderation Boris Jelzin und der Vorsitzende des Obersten Rates der Republik Georgien Zwiad Gamsachurdia in Georgien in der Ortschaft Kasbegi. Es wurden einige wichtige Maßnahmen zur Konfliktbeilegung vereinbart, allen voran ein Beschluss über ein neues Abkommen zwischen Russland und Georgien. Das Abkommen sollte in Tbilissi unterzeichnet werden. Es wurde ein Gesprächsprotokoll unterzeichnet, das einige Schritte zur Normalisierung vorsah.
Am 26. August 2008 erkannte Russland Südossetien als unabhängigen Staat an. Damit stand sofort die Vereinigung Ossetiens zur Debatte. Am 29. August 2008 erklärten der südossetische Parlamentspräsident Snaur Gassijew und seine Vertreterin Gassiewa Kokoti, es sei mit Moskau eine Vereinigung Ossetiens innerhalb der Russischen Föderation vereinbart worden, die in einigen Jahren vollzogen werden solle. Der Kreml verneinte jedoch die Existenz einer solchen Abmachung. Der Präsident Südossetiens, Eduard Kokoity, erklärte am 11. September, dass Südossetien nicht unabhängig, sondern ein Teil Russlands sein wolle. Diese Sache sei bereits durch die Geschichte entschieden. Die Vorfahren haben diese Entscheidung bereits getroffen. Noch am selben Tag dementierten Kokoity und Russlands Außenminister Sergei Lawrow die Anschlusspläne und bekräftigten die Unabhängigkeit Südossetiens. Die Aussage Kokoitys habe sich auf den freiwilligen Beitritt Ossetiens zu Russland im Jahre 1774 bezogen.